# 宇宙際タイヒミュラー理論
宇宙際タイヒミュラー理論（うちゅうさいタイヒミュラーりろん、英語: Inter-Universal Teichmüller Theory、略称: IUT）は、数学者・望月新一によって開発された、数論におけるさまざまな予想、特にABC予想を解く要件の考察により、遠アーベル幾何などを拡大した圏の宇宙際 (IU) 幾何を構想した数学理論である。望月によれば、自身が2000年代に開発した、p進タイヒミュラー理論、楕円曲線のホッジ・アラケロフ理論、および、数論的log Scheme圏論的表示の構成等に続いた、いわば「楕円曲線を備えた数体のタイヒミュラー理論の算術版」であり、「一点抜き楕円曲線付き数体」の「数論的タイヒミューラー変形」を遠アーベル幾何等を用いて「計算」する数論幾何学の理論である。ノッティンガム大学で純粋数学の教授を務めるイヴァン・フェセンコはIU幾何を遠アーベル幾何から派生した新たな類体論に位置付けている。
一方、ABC予想の証明に相当する部分において論理展開に致命的な誤りがあるとの指摘が複数の数学者からなされており、欧州数学界も否定的見解を公式に示すなど、現在のところ広く認められた理論ではない。

## 歴史

### プレプリントの発表と当初の反応
宇宙際タイヒミュラー理論は、2012年8月30日、京都大学数理解析研究所 (RIMS) の望月新一により、プレプリントとして公表された。重要な未解決問題であるABC予想の解決に寄与する新理論として数学界内外を問わず広く話題となり、公開後にまもなくイヴァン・フェセンコにより論文が取り上げられたが、望月の新たな数学的手法と言語により「査読に時間がかかるだろう」と報じられた。
2012年10月、ヴェッセリン・ディミトロフとアクシェイ・ヴェンカテシュにより「エタール・テータ関数が素数"2"で分割する悪い場所においては正しく機能しなくなる」障害に基づく数値的な有効性の指摘があった。望月は改訂版を公開し、論文中のディオファントス的不等式中の定数の数値は明示されない形に変更されたが、本質的結果には影響ないとされた。
2015年から、IUTに関するワークショップが順次に開催され、日本国内では2015年3月にRIMSで、国際ワークショップは2015年7月に北京、2015年12月にオックスフォード、2016年7月および2021年9月にRIMS等で開催された。これらのワークショップのプレゼンテーションはオンラインで見ることができる。オックスフォードでのワークショップの参加者のブライアン・コンラッドは「準備論文の理解に大きな進展があったが、本論文の検討にはたどり着けなかった。」と感想を述べるなど、講師側の説明は参加者には十分理解されなかった。

### ショルツェとスティックスによる指摘、望月の反論
2018年3月、ペーター・ショルツェとジェイコブ・スティックスが京都大学を訪れ、望月と星裕一郎は彼らと5日間議論し、双方による議論のレポートの作成につながった。ショルツェとスティックスは、2018年5月および9月に公開した10ページのレポートで、論文IUTT-IIIの系3.12の論理過程で反例があると主張した。ショルツェとスティクスによれば、望月の方法では「エッシャーの階段」（正しくはペンローズの階段あるいはシェパードトーン。いわゆる不思議の環の一つ）のように「ぐるぐるまわっているのに昇り（あるいは降り）つづける」といったことが起き、矛盾がないようにした場合、不等式は無意味になるという。この後、系3.12の証明はIUTの欠陥が疑われる箇所として現在に至るまで論争が続いている。
望月は、上記反例でIUTの前提にいくつかの簡略化が行われ、それらが誤りであるとして、ショルツェとスティックスが公開したそれぞれのレポートに、彼の理論の誤解を指摘し反論するレポートを公開した。
内容への指摘・質問は、プレプリントから後述の論文出版までの7年余の間に1000以上に及んだ。回答、指摘事項の修正や語句訂正等で100以上となる更新版とその改定内容が公開された。

### 論文の出版と批判
上記のプレプリントは7年半にわたる審査を経て、2020年2月5日に査読を通過した。2020年4月、PRIMS特別編集委員会の記者会見で共同編集委員長の柏原正樹、玉川安騎男は、記者会見を行い、望月論文の査読受理を発表した。なお、論文の査読者は公表されていないが、投稿の際、PRIMS編集長の望月が投稿する場合は編集から排除する取り決めにより、玉川安騎男を編集長（その後に柏原正樹が共同編集長で参加）とする特別編集委員会が設置されている。柏原正樹は「ABC予想を証明した望月氏の論文が正しいものであると判断した」と述べた。玉川安騎男は「内容に懐疑的な海外の数学者もごく少数いるが、反論は出尽くしており、今後も平行線のままではないか」「今回掲載されたものが未来に残る最終確定のものだ」と述べた。特別編集委員会全体としては、上記のショルツェらの指摘について「望月教授自身が反論もしており、（ショルツェ教授からの）再反論もない」とコメントした。
2021年3月に望月が編集主幹を務めるRIMS発行の論文誌PRIMSの特別号に掲載された。
査読通過の発表後、雑誌ネイチャーは、望月の論文に対する前述のショルツェとスティクスの指摘は致命的であり、望月の反論にもかかわらず、「数学コミュニティの大勢は（2018年の指摘の段階で）この問題が決着している（=IUTには回復不可能な致命的な欠陥がある）と考えている」と述べる複数の匿名の専門家のコメントを紹介し、「論文の査読通過によって、この状況が変わることはないだろう」との見方を示した。また、このような状況でありながら論文を出版したPRIMSを批判した。同種の批判・懸念の表明は複数の数学者によって行われた。
2021年7月、ペーター・ショルツェはZentralblatt Math誌で望月IUT論文に批判的なレビューを寄稿した。内容は2018年に指摘した反例の回答に対する不満足を主張するものである。

### 新理論
2024年3月、キルティ・ジョシはIUTを修正した「算術タイヒミュラー理論」を考案し、これにより系3.12の証明を修正できると発表した。しかし望月は本研究を「無知」と一蹴している。また、ショルツェも同証明に対しては誤りを指摘した。

### IUT関係者による研究

#### 関連研究
2022年7月、楕円曲線の6等分点を用いて、論文中のディオファントス的不等式中の定数の数値を明示したもの（非明示的な「定数」が現れない）に変更した、ヴォイチェフ・ポロウスキ、南出新、星裕一郎、イヴァン・フェセンコ、望月新一らの査読論文が、東京工業大学が編集する数学論文誌Kodai Mathematical Journalに掲載された。この結果により、宇宙際タイヒミュラー理論によるフェルマーの最終定理の新たな証明を得たとしている。

#### レビュー・解説
2021年3月、望月はIUT理論の論理展開について詳しく解説する論文を公開した。同論文で、理論の論理構造が論理的なAND “∧”であるが、OR “∨”に取り違える簡略化による誤りが生じる、と主張した。
2022年4月、モハメド・サイディ（RIMSの共同研究者）は Math Reviews誌の書評で、宇宙際タイヒミュラー理論の系3.12に関連した定理 3.11を肯定するレビューを寄稿した。
2023年1月、RIMSのベンジャミン・コラスはMathematics and Theoretical Computer Science誌にレビューを寄稿した。

#### サーベイ
2015年、イヴァン・フェセンコによって、望月の宇宙際タイヒミュラー理論のサーベイ論文が発表された。2017年9月1日、RIMSの山下剛から宇宙際タイヒミュラー理論に対するサーベイ論文が発表された。

#### 研究集会
2021年8月から9月、将来数学分野のリードと研究者育成を目的とした訪問滞在型国際共同研究として、京都大学数理解析研究所RIMSで「宇宙際タイヒミューラー理論の拡がり」をテーマとした研究集会が開催され、85人以上の国際共同研究者を集めた。これらの研究集会のプレゼンテーションはオンラインで見ることができる。

### ドキュメンタリー
2022年4月、NHK制作のドキュメンタリー番組『NHKスペシャル 数学者は宇宙をつなげるか？abc予想証明をめぐる数奇な物語』が前後編にわたって放送された。放送では、ABC予想を証明するためには「数学の世界に混ざり合うように存在しているたし算とかけ算を分離する」必要が根底にあり、望月のアイデアは「かけ算は成立するけど、たし算が成立しない数学世界を作ることで、たし算とかけ算を独立して扱う」手法の理論であると説明された。理論には、望月新一のかつての指導教授であったゲルト・ファルティングス等の「これまでの数学との違いを分かりやすく説明する言葉を見つけてほしい」等の意見があることが紹介され、一方、望月からは論理展開を詳しく解説するレポートの公開で応対していることが紹介された。同放送の評価に関しては、望月が自身のブログで2022年5月2日と2023年1月1日の2回に渡り取り上げており、特に番組後半について「著しい誤解・混乱を拡散したことになり(…)極めて遺憾」としている。
また、2022年9月14日には上記番組の短縮版とも言える『笑わない数学 #10 abc予想』が放送され、「理論の出発点に限って、ごく単純化して」IUTの内容が説明された。

### ドワンゴによる動き
2023年6月、日本財団ドワンゴ学園準備会（現：角川ドワンゴ学園）は、ZEN大学の研究機関である宇宙際幾何学センター（IUGC、現：ZEN数学センター）を設立し、所長に加藤文元（東京工業大学名誉教授）、副所長にイヴァン・フェセンコ（ウォーリック大学特任教授・清華大学客員教授）が就任することを発表した。さらに同年7月、IUT理論の普及と発展を促すことを目的に、IUT理論に関する2つの国際的な論文賞「IUT Innovator Prize」および「IUT Challenger Prize」を創設すること、及び「第1回IUGCカンファレンス」を2024年4月に東京で開催予定であることを発表した。「IUT Innovator Prize」は、IUT理論とその関連分野における新しい重要な発展を含む論文を対象とし、2024年から10年間に渡り毎年受賞者1名に、論文内容の新規性や寄与の重要性に応じ賞金2万〜10万ドルを授与する予定。「IUT Challenger Prize」はドワンゴ創業者の川上量生個人による賞であり、IUT理論の本質的な欠陥を示した論文を執筆した最初の数学者に贈られ、賞金100万ドルが授与される予定。

## 理論の範囲
宇宙際タイヒミュラー理論は、数論幾何学における望月の2000年代からの研究の続きである。これら理論は、国際的な数学界によって査読され、好評を得ており、遠アーベル幾何学への主要な貢献、およびp進タイヒミュラー理論、ホッジ・アラケロフ理論およびフロベニオイド圏の開発を含む。これは、ABC予想および関連する予想をより深く理解することを目的として明示的に参照して開発されたものであり、これら既存の理論の上にIUT理論は成り立っている。
幾何学的な設定では、IUTの特定のアイデアに類似したものが、幾何学的なスピロ不等式のフョードル・ボゴモロフによる証明に現れる。
IUTの重要な前提条件は、望月の単遠アーベル幾何学とその強力な再構成結果である。これにより、その基本群または特定のガロア群の知識から、数体上の双曲線に関連するさまざまなスキーム理論オブジェクトを取得できる。IUTは、単遠アーベル幾何学のアルゴリズムの結果を適用して、算術変形を適用した後、関連するスキームを再構築する。主要な役割は、望月のエタルシータ理論で確立された3つの剛性によって演じられる。
大まかに言えば、乗法的情報から加法構造を遠アーベル的な復元を行い、算術変形は与えられた環の乗算を変更し、タスクは加算が変更された量を測定することである。
遠アーベル的な復元、変形手順のインフラストラクチャは、Θリンクやlogリンクなど、いわゆるホッジ劇場間の特定のリンクによってデコードされる。
これらのホッジ劇場は、IUTの2つの主要な対称性を使用する。乗法演算と加法幾何学である。ホッジ劇場は、アデールやイデールなどの古典的オブジェクトをグローバル要素に関連して一般化し、一方で、望月のホッジ・アラケロフ理論に登場する特定の構造を一般化する。劇場間のリンクは、環またはスキーム構造と互換性がなく、従来の数論幾何学の外部で実行される。 ただし、それらは特定の群構造と互換性があり、絶対ガロア群や特定のタイプの位相群はIUTで基本的な役割を果たす。関数性の一般化である多重放射性の考慮事項は、3つの穏やかな不確定性を導入する必要があることを意味している。

## 数論の結果
IUTは主に、数論におけるさまざまな予想、特にディオファントス問題の解析に適用されるが、次のようなより多くの幾何学的予想に適用される。
最初の進展は、宇宙際タイヒミュラー理論の原論文の帰結による、弱いABC予想、楕円曲線ではスピロ予想、楕円曲線のFrey予想、曲線ではヴォイタ予想への適用である。これらのオブジェクトの算術情報を、フロベニオイド圏の設定に変換することである。この側の追加の構造により、主張された結果に変換されるステートメントを推測することができると主張されている。
2つめの進展としては、2022年7月に数学誌Kodai Mathematical Journalに掲載された、ヴォイチェフ・ポロウスキ、南出新、星裕一郎、イヴァン・フェセンコ、望月新一らの査読付き論文で、IUT理論に登場する不等式を数値的に明示的な形に帰結され、強いABC予想の証明、デュサールの式、およびフェルマーの最終定理の別証明への適用を拡げた。
3つめの進展としては、IUTにおけるテータ関数を、メリン変換によってリーマンのゼータ関数と関係させることができるのではないかと期待しての研究で、宇宙際タイヒミュラー理論と、リーマンゼータ関数を一般化したDirichlet L関数の零点の間に数学的な関係があったとされて、L関数の零点で応用が検討されている。
2025年5月、中国の若手数学者の周中鵬はフェルマーの最終定理の一般化がIUT理論から得られると発表した。

その他の進展としては、高機能暗号への暗号理論的な検討などで、応用が検討されている。